# Vodní raketa

Průběh letu vodní rakety

Vodní raketa je raketa, poháněná vodou, vytlačovanou otvorem trysky stlačeným plynem. Hnacím plynem může být stlačený vzduch, CO2 ze zásobníku nebo CO2 vyvíjený chemickou reakcí přímo v raketě. Existují i pokusy s horkovodními raketami, kde je voda vytlačována párou. Jednodušší raketa může pracovat tak, že se v PET lahvi vytvoří tlak (cyklo pumpou nebo kompresorem) a z hrdla vystřelí zátka. Složitější rakety jsou zajištěny a při dosažení požadovaného tlaku se uvolní, což dovoluje vytvořit v raketě větší tlak.